# Circonscription de Franklin
Ne pas confondre avec la circonscription de Franklin de niveau national.
La circonscription de Franklin est une circonscription électorale australienne au sud de la  Tasmanie. Elle porte le nom de Sir John Franklin, un explorateur polaire qui fut aussi vice-gouverneur de Tasmanie (« Terre de Van Diemen » à l'époque) de 1836 à 1843.
Elle a été créée en 1903. Elle comprend une partie de la banlieue de Hobart sur la côte est de la rivière Derwent, comprend les localités de Bellerive, Lindisfarne, Risdon Vale et Rokeby. Il comprend également la région rurale au sud-ouest de Hobart, comprend les villes de Cygnet, Geeveston, Huonville et Kingston. Elle est un siège marginal, changeant de mains entre le Parti travailliste et les partis conservateurs, depuis 1946, le Parti libéral.
En 2005, le député travailliste, Harry Quick, annonça qu'il ne se présenterait pas à l'élection de 2007. Quand le parti travailliste sélectionna le syndicaliste Kevin Harkins pour le remplacer, Quick, à qui ce candidat ne convenait pas, soutint la candidate libérale, Vanessa Goodwin, ce qui lui valut en partie son exclusion du parti travailliste. Harkins fut finalement écarté et la secrétaire d'État Julie Collins le remplaça en tant que candidat des travaillistes.  

## Représentants
| Nom                | Parti            | Période de mandat |
| ------------------ | ---------------- | ----------------- |
| William McWilliams | Revenu           | 1903–1906         |
| William McWilliams | Anti-Socialiste  | 1906–1909         |
| William McWilliams | Commonwealth     | 1909–1916         |
| William McWilliams | Nationaliste     | 1916–1920         |
| William McWilliams | Country          | 1920–1922         |
| Alfred Seabrook    | Nationaliste     | 1922–1928         |
| William McWilliams | Indépendant      | 1928–1929         |
| Charles Frost      | Travailliste     | 1929-1931         |
| Archibald Blacklow | United Australia | 1931–1934         |
| Charles Frost      | Travailliste     | 1934-1946         |
| Bill Falkinder     | Libéral          | 1946–1966         |
| Thomas Pearsall    | Libéral          | 1966–1969         |
| Ray Sherry         | Travailliste     | 1969-1975         |
| Bruce Goodluck     | Libéral          | 1975–1993         |
| Harry Quick        | Travailliste     | 1993-2007         |
| Harry Quick        | Indépendant      | 2007–2007         |
| Julie Collins      | Travailliste     | 2007-en cours     |

## Résultats des élections
| Parti                            | Parti                        | Candidat                     | Voix   | %     | ±     |
| -------------------------------- | ---------------------------- | ---------------------------- | ------ | ----- | ----- |
|                                  | Travailliste                 | Julie Collins (en)           | 26 147 | 36,69 | −7,30 |
|                                  | Libéral                      | Kristy Johnson               | 19 048 | 26,73 | −4,54 |
|                                  | Verts                        | Jade Darko                   | 12 370 | 17,36 | +1,11 |
|                                  | Lambie                       | Chris Hannan                 | 4 215  | 5,92  | +5,92 |
|                                  | Local                        | Anna Bateman                 | 3 535  | 4,96  | +4,96 |
|                                  | Une nation                   | Steve Hindley                | 2 033  | 2,85  | +2,85 |
|                                  | Démocrates libéraux          | Duane Pitt                   | 1 434  | 2,01  | +2,01 |
|                                  | UAP                          | Lisa Matthews                | 1 380  | 1,94  | −4,76 |
|                                  | AJP                          | Katrina Love                 | 1 097  | 1,54  | +1,54 |
| Total des suffrages exprimés     | Total des suffrages exprimés | Total des suffrages exprimés | 71 259 | 95,07 | −1,78 |
| Votes nuls                       | Votes nuls                   | Votes nuls                   | 3 696  | 4,93  | +1,78 |
| Participation                    | Participation                | Participation                | 74 955 | 93,41 | −1,27 |
| Résultat de préférence bipartite |                              |                              |        |       |       |
|                                  | Travailliste                 | Julie Collins (en)           | 45 392 | 63,70 | +1,49 |
|                                  | Libéral                      | Kristy Johnson               | 25 867 | 36,30 | −1,49 |
|                                  | Travailliste retenir         | Travailliste retenir         | Swing  | +1,49 |       |